# نعمت‌الله ریاضی

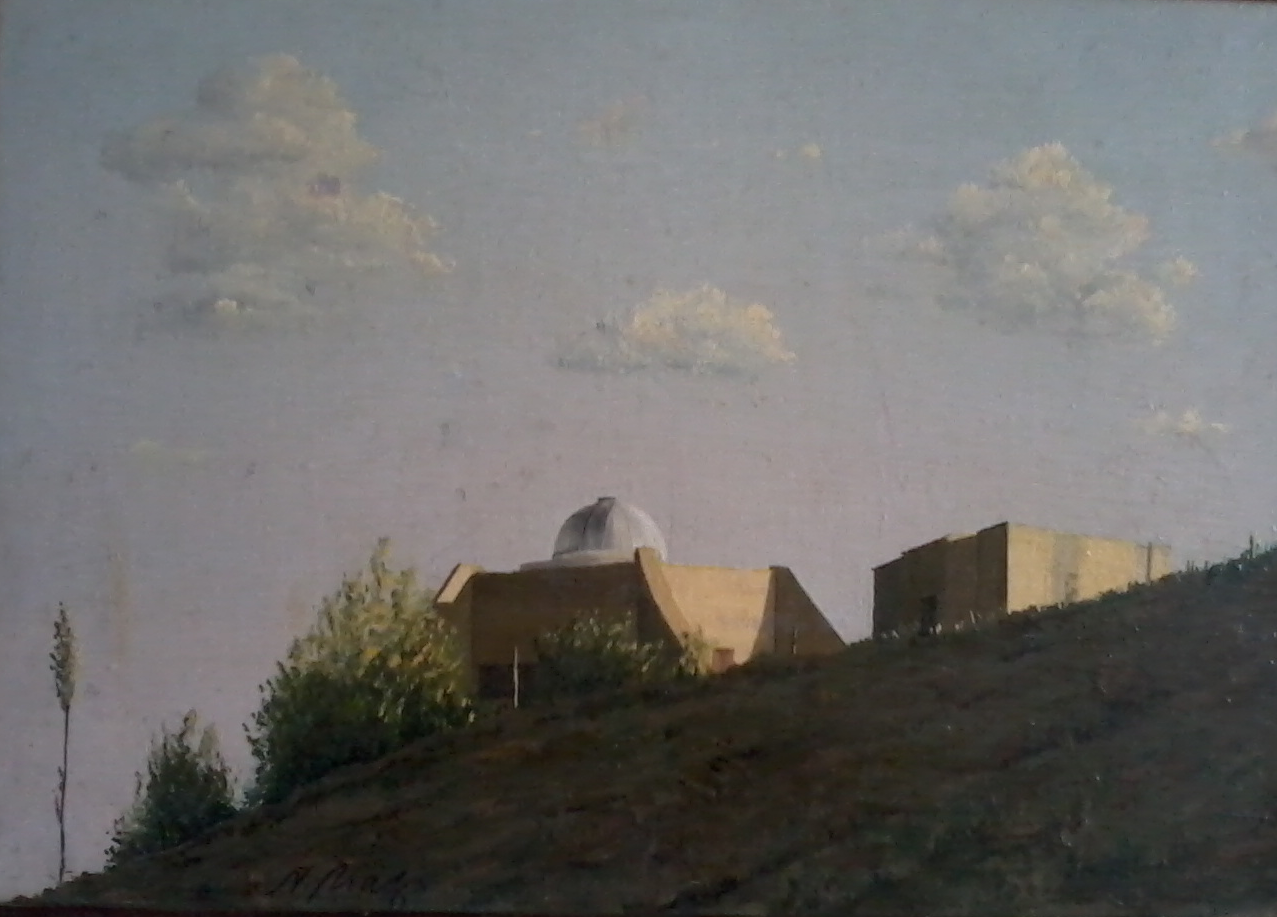
تابلوی رنگ و روغن از رصدخانه ابوریحان بیرونی اثر نعمت‌الله ریاضی

نعمت‌الله ریاضی استاد دانشگاه شهید بهشتی است. در یکم خرداد ماه ۱۳۳۹ در کازرون استان فارس زاده شد. او دارای مدرک کارشناسی فیزیک از دانشگاه شیراز و نیز کارشناسی ارشد اختر فیزیک و دکتری کیهان‌شناسی از دانشگاه ساسکس انگلستان است. او مراتب استادیاری، دانشیاری و استادی را در دانشگاه شیراز گذراند و از بهمن ماه ۱۳۹۱ به عضویت هیئت علمی گروه فیزیک دانشگاه شهید بهشتی درآمد. او همچنین عضو وابسته فرهنگستان علوم جمهوری اسلامی ایران و عضو قطب نجوم و اخترفیزیک (مرکز نجوم مراغه) است. وی از سال ۱۳۶۹ تا سال ۱۳۹۱ در چند نوبت ریاست رصدخانه ابوریحان بیرونی دانشگاه شیراز را به عهده داشته است.

## اوایل زندگی و تحصیلات
او در روز یکشنبه اول خرداد ماه سال ۱۳۳۹ در کازرون استان فارس زاده شد. آموزش‌های پایه دبستان و دبیرستان را در کازرون و شیراز سپری کرد. دوره کارشناسی فیزیک را با به دست آوردن رتبه ممتاز در دانشگاه شیراز در سال ۱۳۶۴ به پایان رساند. وی دوره کارشناسی ارشد اختر فیزیک و همچنین دوره دکتری کیهان‌شناسی را در دانشگاه ساسکس انگلستان گذراند و دانش‌آموخته شد. عنوان رساله کارشناسی ارشد او «سن جهان» به راهنمایی پروفسور لئون مستل و عنوان رساله دکتری وی «تأثیر ویمپ‌ها در تحول ستارگان کم جرم رشته اصلی» به راهنمایی پروفسور راجر تیلر بود. نعمت‌الله ریاضی پس از بازگشت به ایران در بخش فیزیک دانشکده علوم دانشگاه شیراز به تحقیق و تدریس پرداخت و مراتب استادیاری دانشیاری و استادی را در آنجا گذراند. ریاضی از بهمن ماه ۱۳۹۱ به عضویت هیئت علمی گروه فیزیک دانشگاه شهید بهشتی درآمده است.
نعمت‌الله ریاضی در سال ۱۳۹۰ به عنوان استاد نمونه کشوری در گروه علوم پایه برگزیده شد. کتاب‌های درآمدی بر اخترفیزیک نوین، درآمدی بر کیهان‌شناسی نوین و خاکستر ستارگان از جمله تألیفات وی می‌باشد. ریاضی در زمینه کیهان‌شناسی، اخترفیزیک و نظریه سالیتون مقالات متعددی را در ژورنال‌های تخصصی علمی به چاپ رسانده است. در مقالات وی مدل‌ها و محاسبات جدیدی در زمینه نظریه کرمچاله‌ها، سیاهچاله‌ها، سالیتون‌ها و برهمکنش‌های بین آن‌ها و نیز ستارگان دوتائی گرفتی ارائه شده است.
ریاضی عضو وابسته فرهنگستان علوم جمهوری اسلامی ایران و عضو قطب نجوم و اخترفیزیک (مرکز نجوم مراغه) است. وی از سال ۱۳۶۹ تا سال ۱۳۹۱ در چند نوبت ریاست رصدخانه ابوریحان بیرونی دانشگاه شیراز را به عهده داشته است.
ریاضی به نقاشی و شعر پارسی نیز علاقه‌مند است.